# Kerstin Thorborg
Kerstin Thorborg (1896-1970) nacida en Suecia fue una de las grandes contralto de la preguerra.
Fue protegida del director Bruno Walter que la contrató en la Opera de Berlín y donde cantó roles de mezzosoprano debido a la inusual extensión de su registro contralto cantando papeles como Venus, Kundry, Fricka, Waltraute, Magdalena y Brangäne. En 1933 en el Teatro Colón de Buenos Aires fue Brangania, Magdalena, Kundry y Octavian.
Fue favorita de directores como George Szell, Sir Thomas Beecham, Fritz Busch, Felix von Weingartner, Hans Knappertsbusch, Wilhelm Furtwängler, Arturo Toscanini y Victor de Sabata.
Grabó en 1936 Das Lied von der Erde de Gustav Mahler con Bruno Walter en Viena.
En 1938 con la ascensión nazi se fue de Austria, hallando en el Metropolitan Opera de Nueva York un nuevo público, cantó hasta 1950 en el teatro de la calle 39 más de 350 representaciones, incluyendo roles italianos como Amneris y Ulrica.
A su retiro retorno a Suecia.